# Themus ohkawai
Themus ohkawai là một loài bọ cánh cứng trong họ Cantharidae. Loài này được Sato miêu tả khoa học năm 1976.